# La Sonnaz
La Sonnaz es una comuna suiza del cantón de Friburgo, situada en el distrito de Sarine. Limita al norte con las comunas de Misery-Courtion y Barberêche, al este con Düdingen, al sur con Granges-Paccot y Givisiez, y al oeste con Belfaux.
La comuna actual es el resultado de la fusión en 2004 de las comunas de La Corbaz, Cormagens y Lossy-Formangueires

## Referencias

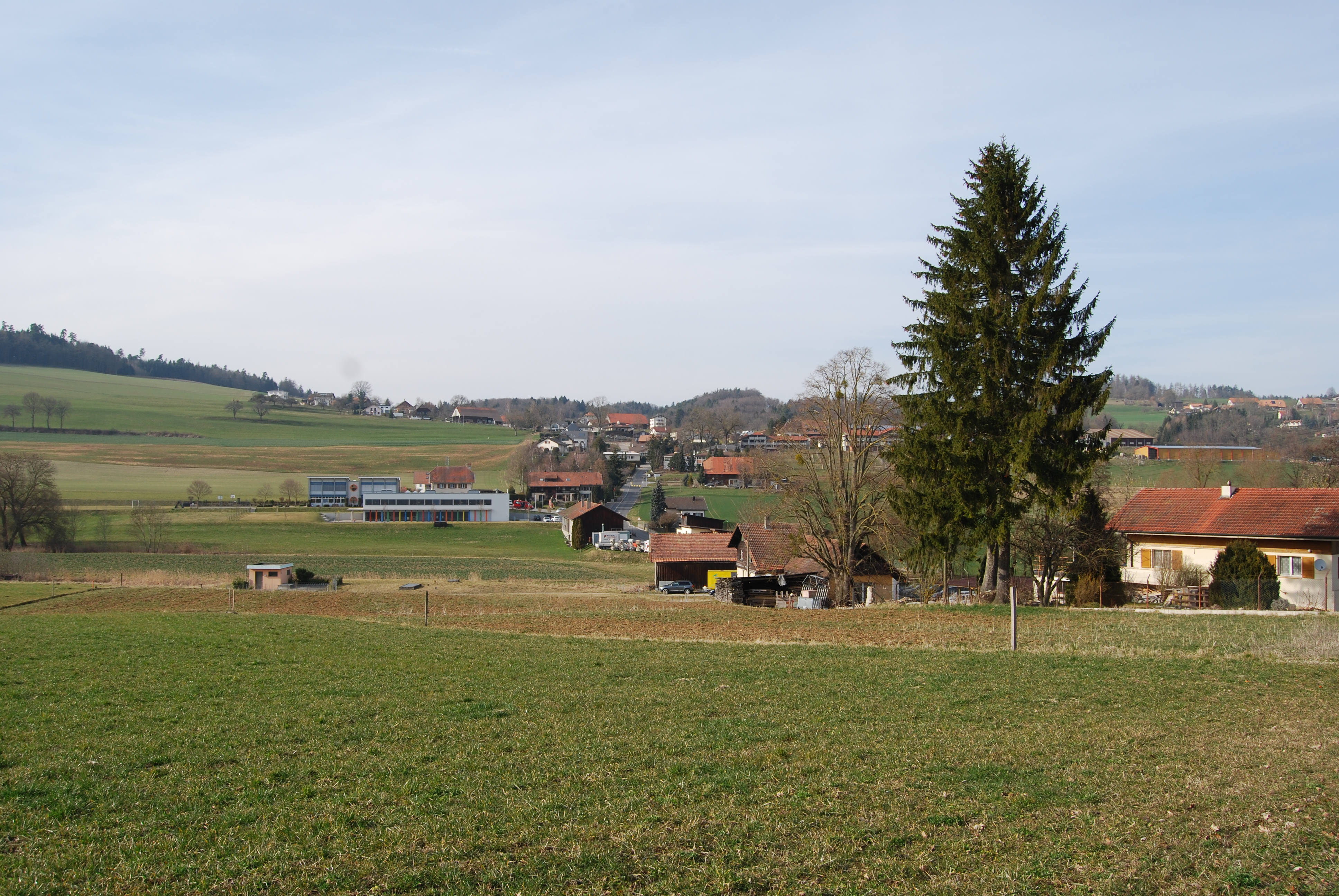
Lossy, La Sonnaz